# Chelonoidis carbonarius
La tartaruga dalle zampe rosse (Chelonoidis carbonarius (Spix, 1824)), anche conosciuta come testuggine dalle zampe rosse, carbonaria, jabuti, jabuti-piranga o jabuti-do-cerrado, è una specie di tartaruga del genere Chelonoidis, nativa del Sud America settentrionale. Sono tartarughe di medie dimensioni, con una lunghezza media di 30 centimetri (12 pollici) da adulti, sebbene possano raggiungere anche più di 40 centimetri (16 pollici) di lunghezza. Il carapace è di colore scuro e a forma di pagnotta (carapace superiore) con macchie più chiare al centro di ogni scudo (scaglie del guscio), mentre gli arti sono di colore scuro con scaglie sparse dai colori vivaci che vanno dal giallo pallido al rosso scuro. Questa vivace colorazione la distingue da altre specie di tartarughe terrestri, ed è noto che la colorazione varia a seconda della regione. Sono strettamente imparentate con la tartaruga dalle zampe gialle (C. denticulata) dal bacino amazzonico. Sono tartarughe domestiche molto popolari per via delle loro dimensioni ridotte e la vivace colorazione, tuttavia la cattura di esemplari selvatici per il mercato degli animali esotici li ha resi vulnerabili all'estinzione.
Il loro habitat naturale varia dalla savana ai margini delle foreste intorno al bacino amazzonico. Sono animali onnivori con una dieta composta da un vasto assortimento di piante, principalmente frutta quando disponibile, ma anche erbe, fiori, funghi, carogne e invertebrati. Questa specie non bruma, ma può estivare quando il clima diventa troppo caldo e secco.
Le uova, i piccoli e le giovani tartarughe possono divenire facilmente preda di vari predatori, mentre le principali minacce per gli adulti sono i giaguari e gli esseri umani. La densità della popolazione varia da comune localmente a molto scarsa a causa, in parte, della distruzione dell'habitat e della caccia eccessiva come fonte di cibo e per il commercio come animali esotici domestici.

## Etimologia
Le tartarughe dalle zampe rosse hanno molti nomi comuni: tartaruga dalle zampe rosse, testuggine dai piedi rossi, tartaruga delle savane, oltre a nomi locali, come carumbe o karumbe, che significa 'movimento lento' (Brasile, Paraguay), wayapopi o morrocoy (Venezuela, Colombia) e variazioni di jabuti, come japuta e jabuti-piranga (Brasile, Argentina). In portoghese, il nome jabuti (jaboti) si riferisce sia alla tartaruga dai piedi rossi sia alla tartaruga dai piedi gialli.
Sono anche chiamate kati in Natú, e sambó in Kiriri.

## Descrizione

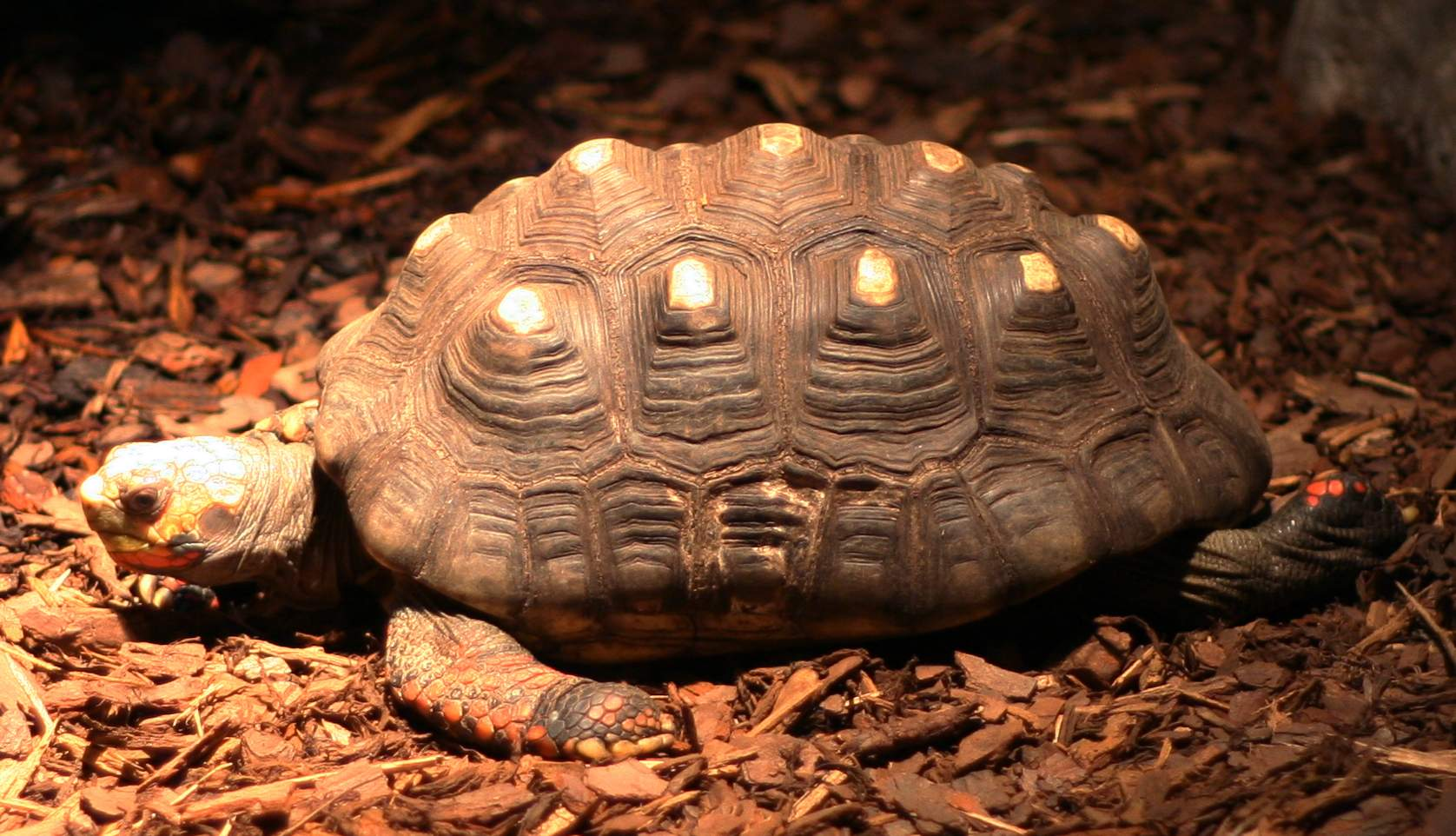
Esemplare al Buffalo Zoo, Buffalo, USA

Le tartarughe dalle zampe rosse mostrano variazioni sessuali, regionali e individuali nella loro colorazione, forma del carapace e in alcune caratteristiche anatomiche minori. I carapaci degli adulti sono generalmente degli ovali allungati con lati quasi paralleli, sebbene i lati dei maschi possano curvarsi verso l'interno. Il carapace è solitamente bombato e liscio con un dorso piuttosto piatto, sebbene gli scudi di alcuni esemplari possano essere sollevati o "piramidali", specialmente negli esemplari in cattività. Spesso sono provvisti di un punto più alto sopra i fianchi, con una piccola sezione inclinata sopra il collo. Gli scudi vertebrali e costali (gli scudi lungo il centro e i lati del carapace) sono neri o marrone scuro, generalmente con una piccola areola giallo chiaro al centro. I marginali (le incisioni lungo il bordo del carapace) si "piegano" sotto il corpo, lungo i lati, e svasano leggermente sopra gli arti. Anch'essi sono scuri con un'areola più chiara lungo la metà del bordo inferiore. Lo scudo nucale (il marginale sopra il collo) è assente, e i marginali sopra la coda sono uniti in un unico grande sopracaudale. Gli anelli di crescita sono chiaramente evidenti nella maggior parte degli individui, ma diventano più lisci con l'età.

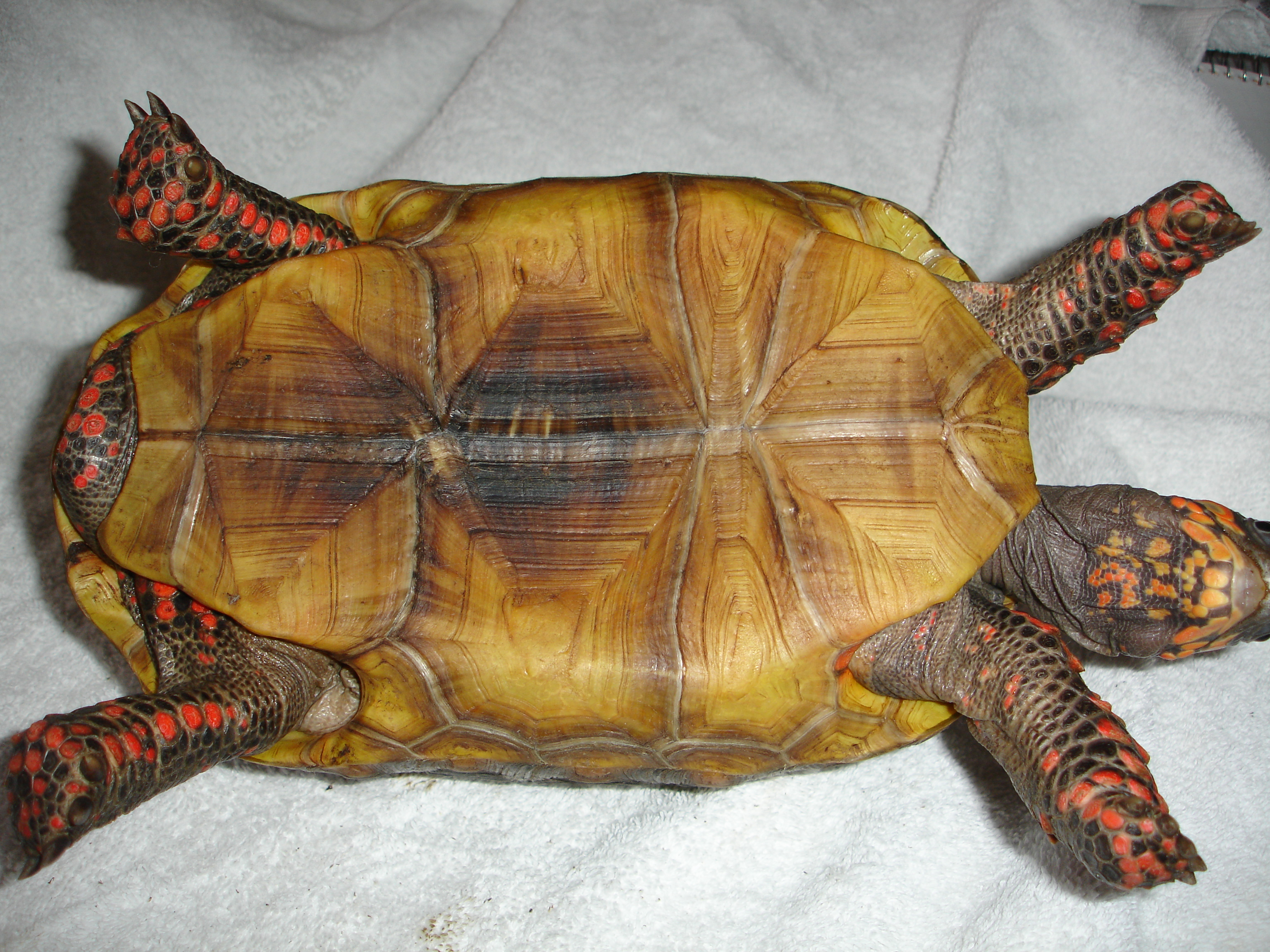
Il piastrone di una tartaruga dai piedi rossi maschio adulta

Il piastrone (la parte del carapace inferiore) è grande e spesso lungo i bordi. I canaloni (la coppia più anteriore degli scudi del piastrone) non sporgono molto oltre la parte anteriore del carapace. Il piastrone dei maschi è profondamente rientrato e gli scudi anali (la coppia di scudi del piastrone più arretrati) sono il metodo perfetto per capire il sesso dell'animale, siccome la loro colorazione varia a seconda della regione d'origine.

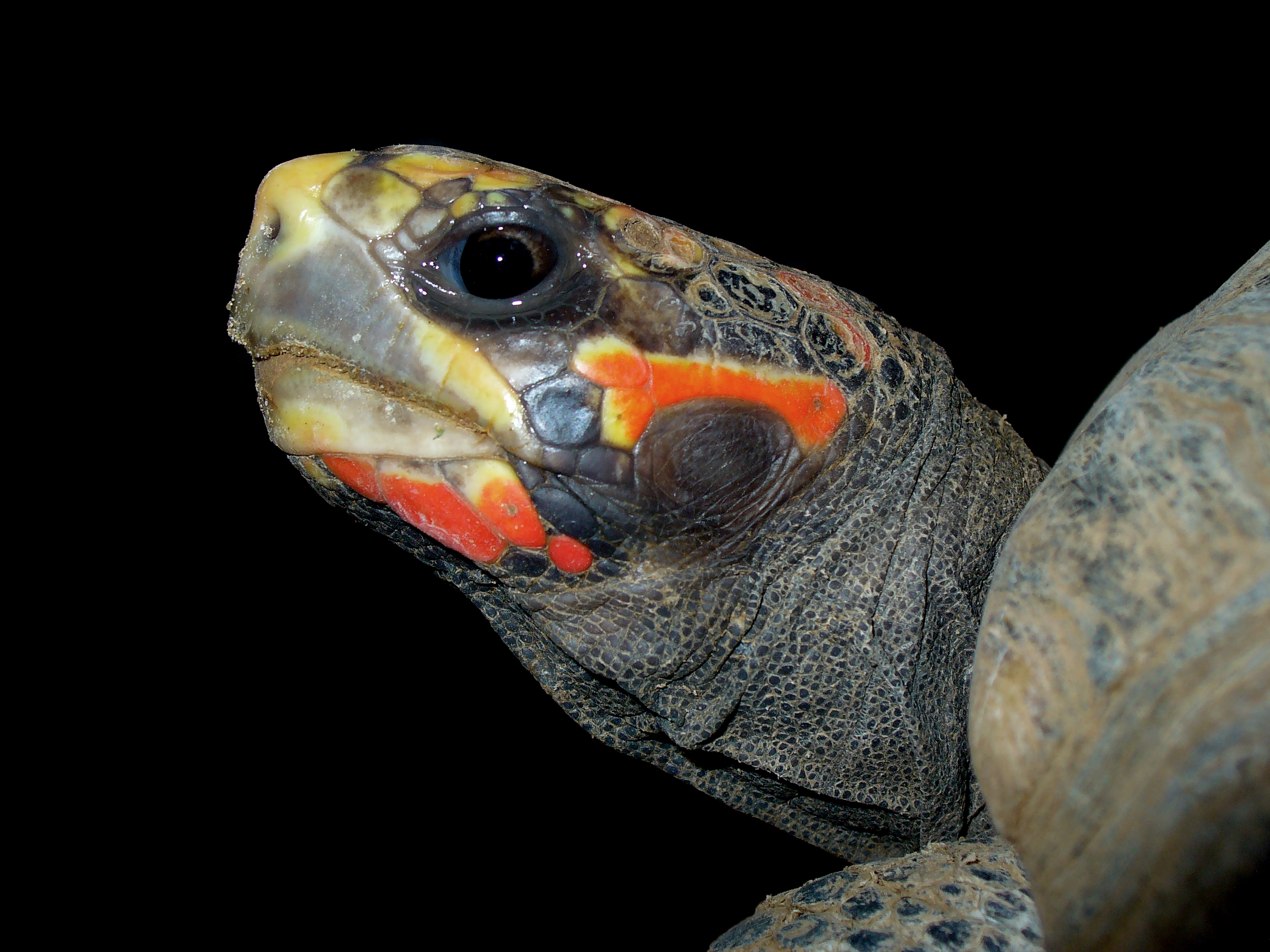
Primo piano della testa di una tartaruga dai piedi rossi

La testa è relativamente piccola con un profilo squadrato e piatta sulla sommità, più lunga che larga. Gli occhi sono grandi con un'iride nera, mentre la sclera è raramente visibile. La mascella è leggermente uncinata e dentellata nella parte centrale anteriore. Sono presenti circa 15-20 "denti" o sottili scanalature su ciascun lato della mascella. Il timpano, quasi circolare, si trova dietro e sotto l'occhio ed è coperto da una scaglia scura. Le squame della testa sono generalmente piccole e irregolari, diventando sempre più piccole e ciottolose sul collo. Molte delle squame mostrano una colorazione dal giallo pallido al rosso mattone, specialmente quelle sulla sommità della testa, sopra il timpano, intorno alle narici, sulla mandibola e ai lati del collo. I maschi sono generalmente leggermente più colorati delle femmine e la loro colorazione varia in base alla regione d'appartenenza.
Gli arti sono generalmente cilindrici con quattro artigli sugli arti anteriori e cinque sui posteriori, e le dita non sono visibili. Gli arti anteriori sono leggermente appiattiti e la superficie anteriore è ricoperta da grandi squame, per lo più dello stesso colore della testa. Non sono così grandi o sporgenti come nelle specie più primitive, come la testuggine africana (Centrochelys sulcata). La coda è muscolosa, varia in lunghezza e forma generale a seconda del sesso, e manca di qualsiasi tipo di artiglio sulla punta.
Le dimensioni medie degli adulti variano in base alla regione e al sesso, e spesso è possibile incontrare degli esemplari "giganti". Le tartarughe dalle zampe rosse hanno una lunghezza media di 30-35 centimetri (12-14 pollici), con i maschi leggermente più grandi delle femmine. Le tartarughe di 45 centimetri (18 pollici) sono abbastanza comuni, e occasionalmente vengono scoperti anche esemplari di più di 50 centimetri (20 pollici) di lunghezza. Il più grande esemplare conosciuto, proveniente dal Paraguay, era lungo 60 centimetri (24 pollici) e pesava oltre 28 kg (62 libbre). Non è noto se questi "giganti" siano il risultato di una dieta più abbondante, problemi genetici, longevità o altre possibilità.
I piccoli e le giovani tartarughe dalle zampe rosse hanno carapaci più arrotondati e bassi, dalla colorazione più chiara e tendente al giallo pallido e al marrone. Con la crescita, ogni scudo del carapace aggiunge degli anelli scuri attorno al centro più chiaro. I margini del carapace degli esemplari molto giovani sono seghettati, soprattutto sugli arti posteriori. Questo probabilmente aiuta sia a mimetizzarsi nel tappeto di foglie della foresta, sia a rendere i piccoli animali difficili da mangiare. Le giovani tartarughe sono, anche, generalmente più colorate.

### Dimorfismo sessuale

Differenza tra gli scudi anali delle tartarughe dai piedi rossi femminili e maschili

I maschi sono leggermente più grandi e più colorati. Il carapace di un maschio del nord del bacino amazzonico mostra una "vita a vespa", ossia una costrizione lungo i lati al centro del carapace. Il piastrone del maschio è profondamente rientrato per facilitare il posizionamento di quest'ultimo sulla femmina durante l'accoppiamento. La coda del maschio è lunga e muscolosa, generalmente tenuta lungo il fianco e l'apertura cloacale è più lontana dalla base della coda, mentre nella femmina è posta più vicino e la coda è corta e conica.
Inoltre, il maschio presenta degli scudi anali con un angolo più aperto, mentre nella femmina sono più ravvicinati e di forma ovoidale. Lo spazio fra il margine posteriore del piastrone e lo scudo sopracaudale del carapace, è doppio nella femmina rispetto al maschio, per facilitare il passaggio delle uova. Tutte queste caratteristiche si possono osservare al raggiungimento della maturità sessuale, quando l'animale ha ormai raggiunto i 18–20 cm di lunghezza.

## Distribuzione e habitat

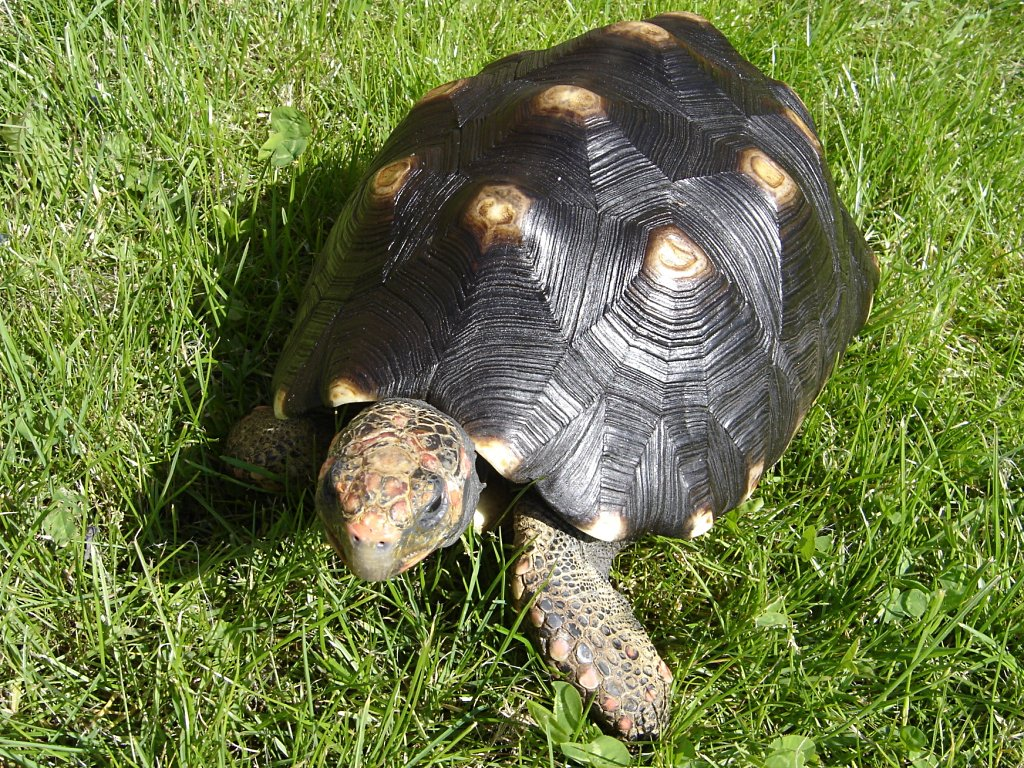
Esemplare di C. carbonarius

L'areale delle tartarughe dalle zampe rosse va dal Panama sud-orientale al Venezuela, Guyana, Suriname e Guiana a nord; a sud lungo le Ande a ovest in Colombia, Ecuador, Perù e Bolivia; a est fino al Brasile e lungo la catena meridionale in Bolivia, Paraguay e forse nel nord dell'Argentina. Tuttavia, non sono distribuite uniformemente nel loro areale. Ad esempio, non si trovano spesso nel Brasile centrale o in aree densamente boschive in generale, e sono documentate solo in Perù dal 1985. Informazioni accurate sulla loro distribuzione geografica sono complicate da reperire proprio a causa della vastità della loro distribuzione geografica, dalle barriere politiche e geografiche e dalla confusione su dove sono stati raccolti molti degli esemplari.

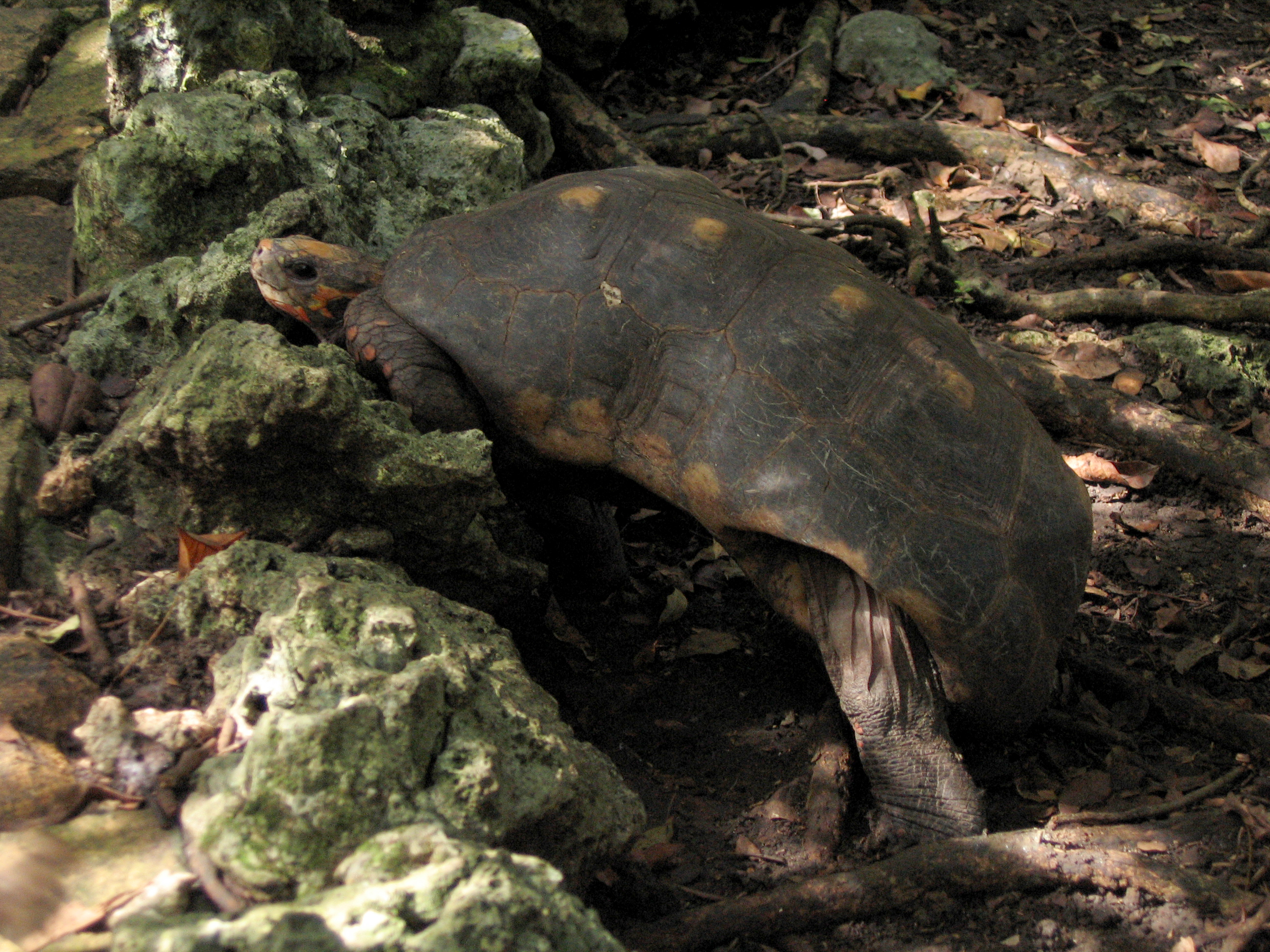
Tartaruga dalle zampe rosse, alle Barbados

Si trovano anche in diverse isole dei Caraibi, anche se non è sempre chiaro se siano una specie autoctona o introdotta dall'uomo. Molte delle colonie sembrano essere state importate nel XVII secolo come scorte di cibo o come animali domestici. Si trovano anche nelle Antille olandesi, Trinidad, Tobago, Grenada, Barbados, Saint Vincent e Grenadine, Saint Lucia, Martinica, Dominica, Guadalupe, Isole Sottovento, Isole Vergini e Porto Rico.
L'habitat preferito della tartaruga dalle zampe rosse varia leggermente da regione a regione, ma generalmente include temperature stagionali abbastanza costanti, vicino ai 30 °C, che raramente scendono al di sotto dei 20 °C o oltre i 35 °C, con alta umidità e abbondanti piogge, anche se alcune zone possono diventare piuttosto secche. La maggior parte del loro areale sperimenta stagioni umide più fresche (da aprile ad agosto) e stagioni secche più calde (da settembre a marzo), ma alcune parti della fascia meridionale hanno occasionali sbalzi di freddo. Le tartarughe dalle zampe rosse si trovano spesso vicino alle aree di transizione tra la foresta e la savana, come radure nella foresta, bordi della foresta o lungo i corsi d'acqua.

### Variazioni regionali
Diversi autori hanno diviso la tartaruga dalle zampe rosse in vari gruppi per anatomia e geografia. Peter Pritchard riconobbe sette tipi, ma la ricerca sul DNA ha identificato cinque genotipi.
Le differenze più evidenti sono tra i gruppi che si trovano a nord o a sud del bacino amazzonico. Le varianti "nordiche" assomigliano tutte all'olotipo e si distinguono principalmente per la colorazione del guscio, della testa e degli arti. Le varianti a sud dell'Amazzonia sono generalmente più grandi dell'olotipo, hanno un modello plastrale molto diverso e hanno una scaglia ingrandita o "sperone" all'interno del gomito dell'arto anteriore.
- Variante nord-orientale - è l'olotipo della specie. I colori della testa e degli arti variano, generalmente, dall'arancione chiaro al rosso. I piastroni sono per lo più giallo pallido. Si trovano nello Scudo della Guiana (Venezuela, Guyana, Suriname, Guiana e Brasile settentrionale);
- Variante nordoccidentale - sono simili alla variante nord-orientale, ma il colore di base del carapace è grigio, marrone scuro o caffè piuttosto che nero. I loro piastroni chiari hanno aree scure centrali che ricordano un punto esclamativo. La testa e gli arti variano nella colorazione dal giallo pallido all'arancione. Le dimensioni medie sono leggermente più piccole dell'olotipo: 30-35 centimetri. Si trovano nel sud-est di Panama e in Colombia;
- Variante settentrionale - anche questa variante è simile alla variante nord-orientale, con i colori della testa e degli arti che variano generalmente dal giallo pallido all'arancione chiaro, raramente rossi, e la testa e gli arti sono spesso di colori leggermente diversi. Le dimensioni medie sono leggermente più piccole dell'olotipo: 30-35 centimetri. Si trovano in Colombia, Ecuador e Perù;[12]

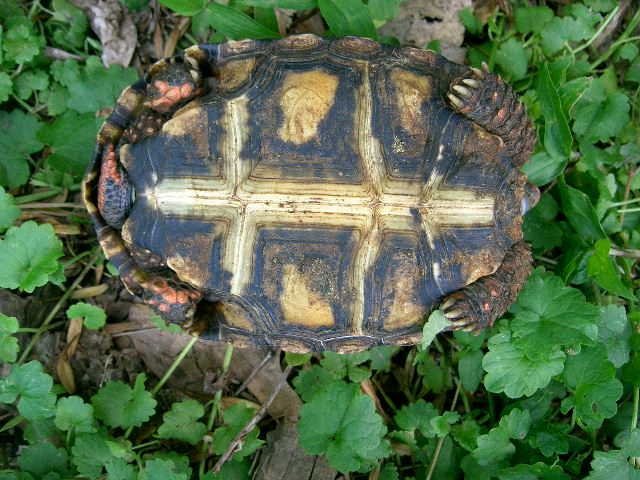
Piastrone di una giovane tartaruga dalle zampe rosse del Brasile, chiamata anche "cherryhead" (testa di ciliegia)

- Variante meridionale - i carapaci delle varianti meridionali spesso non sono del tutto neri o marrone scuro, e talvolta tendono ad avere parti grigio chiaro o biancastro tra gli scudi. I loro piastroni sono per lo più scuri in uno schema screziato simmetrico. Le dimensioni tendono a essere in media più grandi rispetto alle varianti nord-orientali. Gli arti anteriori presentano una scaglia leggermente ingrandita, o "sperone", sul lato del gomito. I maschi adulti non presentano una "vita a vespa" e le femmine sono in media un po' più grandi dei maschi. Si trovano nel Gran Chaco (Bolivia, Paraguay e Argentina settentrionale);
- Variante orientale - i carapaci delle varianti orientali hanno spesso zone grigio chiaro o biancastre tra gli scudi. I loro piastroni sono per lo più scuri in uno schema screziato simmetrico. La taglia tende a essere in media più piccola rispetto alle varianti nord-orientali, raggiungendo anche la maturità sessuale a una taglia inferiore. Gli arti anteriori presentano una scala leggermente ingrandita, o "sperone", sul lato del gomito. La testa e gli arti sono giallastri o rossi, fino al rosso ciliegia brillante. Si trovano da est al sud-est del Brasile. Questa variante è piuttosto comune in cattività e spesso nota con il nome cherryhead (testa di ciliegia);[6]

### Caratteristiche della popolazione
Sono disponibili poche informazioni sulla densità della popolazione o sui rapporti tra i sessi. Molti esemplari vengono registrati da stazioni di ricerca e città vicine, ma questo è quasi certamente dovuto più alla facilità di trovarli lì rispetto alle popolazioni localizzate più elevate. Sono considerate una delle specie di tartarughe più comuni in molte località. Durante la costruzione di una diga nella regione di Edo in Venezuela, diverse centinaia di tartarughe dalle zampe rosse e gialle furono catturate per il trasferimento. Un gran numero si trova anche nei mercati, confiscato negli aeroporti, ecc. Tuttavia, esistono pochissime documentazioni della loro presenza in Perù, Ecuador, Argentina e Brasile centrale. Nella regione dello Scudo della Guiana, si trovano popolazioni isolate più numerose.
Contare le tartarughe che sono spesso ben nascoste, interrate, o nelle profondità delle loro tane, ecc. è piuttosto difficile, per questo vengono talvolta usati dei cani addestrati alla loro localizzazione, che sarebbe altrimenti impossibile. Uno studio ha mostrato un mix quasi equilibrato di 1,32 maschi per femmina, e 1,05 tartarughe dalle zampe rosse per ettaro (2,4 acri) sull'isola (quale?), il che potrebbe essere una sottostima a causa della difficoltà nel trovare le tartarughe.

## Tassonomia

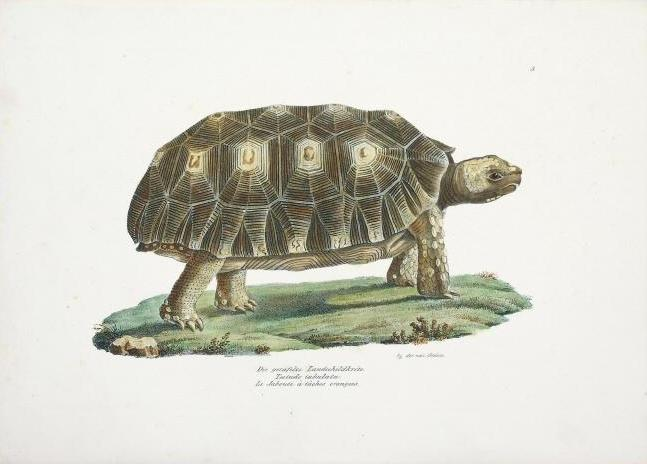
Illustrazione di Testudo tabelata di Karl Brodtmann (1836), dal libro Naturgeschichte und Abbildungen Der Reptilien di Heinrich Rudolf Schinz

Originariamente, tutte le tartarughe e le testuggini vennero assegnate per un breve periodo di tempo al genere Testudo (nominato da Carlo Linneo, nel 1758), ma in seguito divenne il termine utilizzato solo per le tartarughe dal guscio a cupola, zampe elefantine e abitudini completamente terrestri: le testuggini. Nel 1835, Leopold Fitzinger utilizzò il nuovo genere Geochelone per differenziare alcune tartarughe non-mediterranee, apparentemente, in base alle dimensioni e alla mancanza di caratteristiche identificative specifiche, come il guscio a cerniera delle tartarughe a cerniera africane. Usò inoltre il termine Chelonoidis come sottogenere per le specie sudamericane. Poche persone usarono questi termini fino a quando non furono riusati da Hewitt, nel 1933, e Loveridge e Williams, nel 1957.
Nel 1982 Roger Bour e Charles Crumly separarono ciascun Geochelone in generi diversi in base alle loro differenze anatomiche, specialmente nei crani. Ciò ha portato alla formazione o al restauro di diversi generi: Aldabrachelys, Astrochelys, Cylindraspis, Indotestudo, Manouria e Chelonoidis. Chelonoidis si distingueva dagli altri Geochelone per la loro distribuzione sudamericana, l'assenza di uno scudo nucale (il marginale centrale sul collo) e la presenza di un grande sopracaudale fuso (gli scudi sopra la coda), e alcune differenze nel cranio. Molti di questi nomi generici sono ancora dibattuti; ad esempio, non viene fornita alcuna definizione specifica di Geochelone, e Chelonoidis viene utilizzato principalmente per le tartarughe sudamericane, anziché per le loro caratteristiche anatomiche uniche.
Il nome della specie carbonarius significa "simile al carbone" e si riferisce alla colorazione del carapace scuro con macchie chiare. La specie venne originariamente identificata da Johann Baptist von Spix, nel 1824. L'olotipo era conservato allo Zoologischen Sammlung des Bayerischen Staates a Monaco, Germania, ma andò perduto. Paulo Vanzolini affermò che l'olotipo potesse provenire dalla città di Manaus, in Brasile, sul Rio Negro. Non è stata riconosciuta alcuna sottospecie di tartaruga dalle zampe rosse, sebbene molti credano che la specie abbia cinque o più varianti che possono essere classificate come sottospecie o come specie separate.

### Storia evolutiva

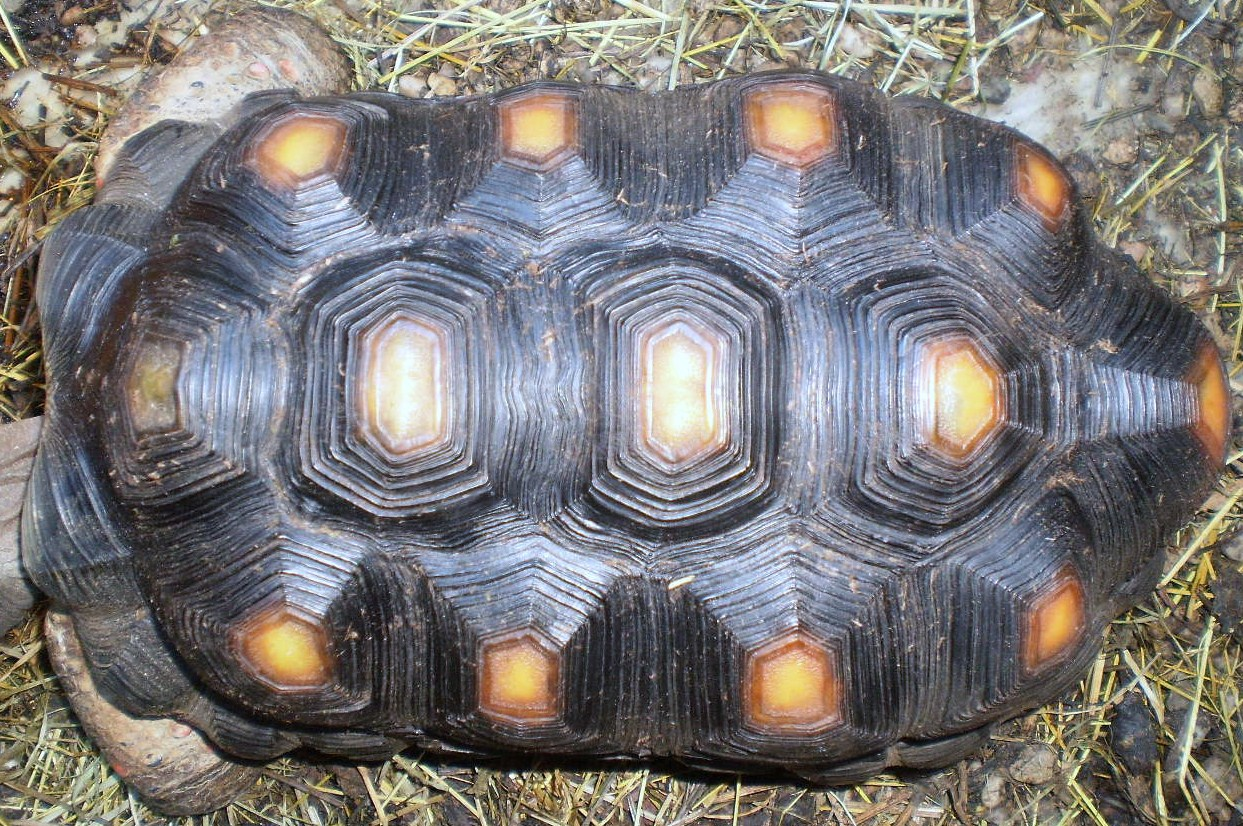
Parte superiore del carapace

Il genere Chelonoidis presenta due sottocategorie principali basate sull'aspetto e sull'habitat: i gruppi C. carbonarius e C. chilensis. Il gruppo C. carbonarius contiene le tartarughe dalle zampe rosse e le tartarughe dalle zampe gialle che chiaramente condividono un antenato comune. Il gruppo C. chilensis comprende la tartaruga Chaco (C. chilensis) e la tartaruga delle Galápagos (C. niger), che condividono habitat e un aspetto di base simili, ma per il resto non sembrano essere strettamente imparentate. La relazione tra i gruppi non è del tutto chiara.
Sono state proposte diverse teorie per spiegare il numero relativamente piccolo di specie di tartarughe in Sud America e le relazioni tassonomiche tra di esse, ma la documentazione fossile non è molto completa. Una teoria di lunga data è che provenissero dall'Asia usando un ponte di terra, e in seguito si diffusero in Nord America, condividendo quindi gli antenati con le tartarughe del deserto americane (gen. Gopherus). Un'altra teoria afferma che gli antenati di Geochelone arrivarono dall'Africa centrale, sfruttando la loro capacità di galleggiare, resistere all'acqua salata e rimanere senza cibo per lunghi periodi, o tramite delle zattere naturali.
Gli studi sul DNA suggeriscono che il gruppo carbonarius potrebbe essere correlato alle tartarughe a cerniera africane (gen. Kinixys). Ciò suggerisce che potrebbero provenire dal Gondwana prima che si separasse in Africa e Sud America, circa 130 milioni di anni fa. Si pensa che una forma ancestrale di circa cinque milioni di anni fa, Chelonoidis hesterna (Auffenberg, 1971), abbia vissuto in foreste umide e si sia divisa in due specie nel Miocene, con le tartarughe dalle zampe gialle che rimasero nel fitto della foresta, mentre le tartarughe dalle zampe rosse colonizzarono i margini delle foreste e le savane emergenti. Con il mutare del clima e della topografia, gruppi di tartarughe dai piedi rossi divennero fisicamente separati e geneticamente isolati.

## Biologia

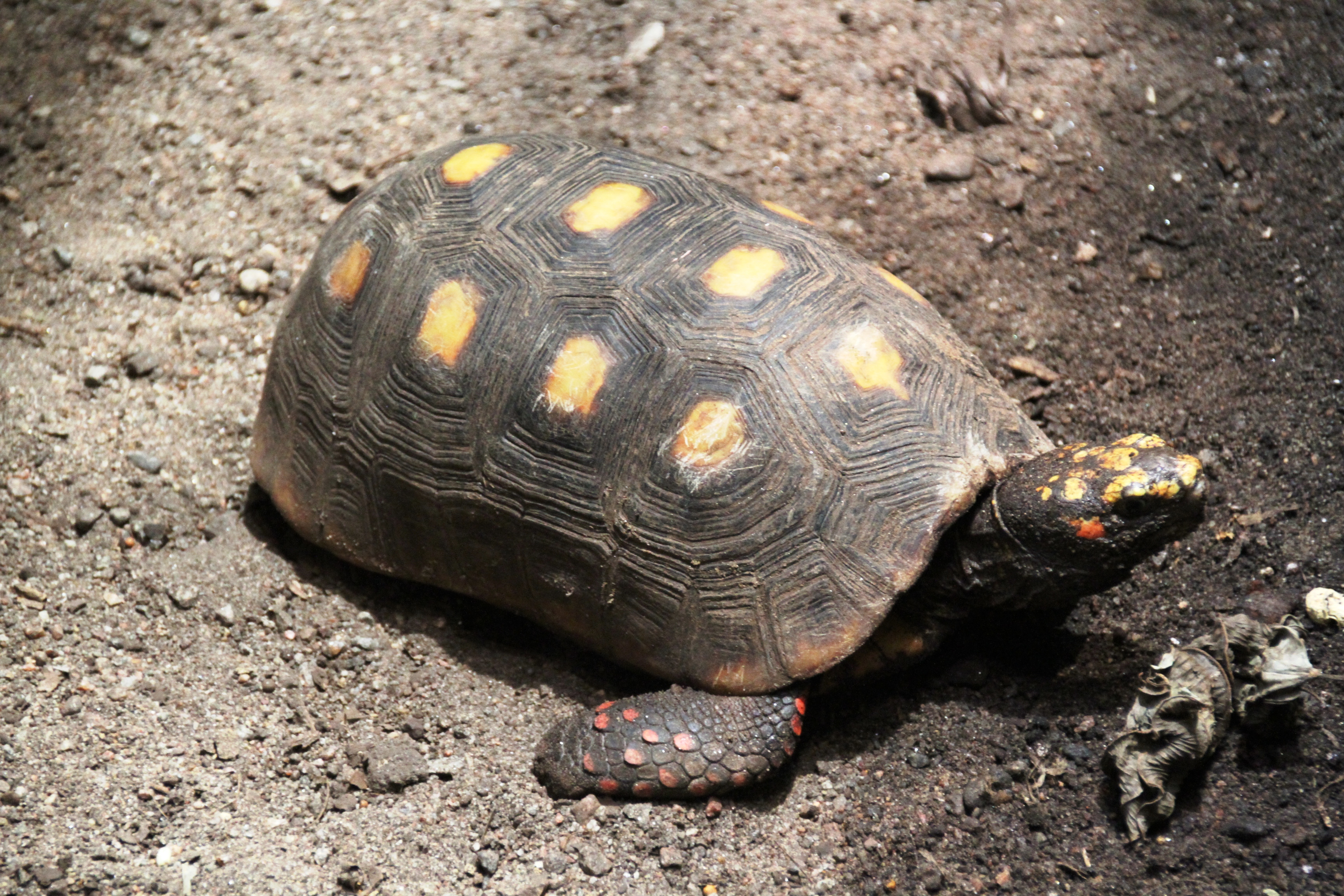
Chelonoidis carbonarius

Il clima nella parte settentrionale della distribuzione della tartaruga dalle zampe rosse cambia poco di giorno in giorno e raramente diventa troppo caldo per loro, quindi le tartarughe non hanno bisogno di praticare alcuna forma di quiescenza e possono nutrirsi tutto il giorno. Le tartarughe nell'area di studio di Moskovitz erano più attive dopo le 15:00, mentre molte specie provenienti da climi più caldi sarebbero state più attive al mattino e alla sera. Le tartarughe delle zone meridionali della loro distribuzione hanno a che fare con climi molto più caldi, freddi e secchi rispetto al resto della popolazione ed estivano quando il cibo scarseggia. Possono estivare o brumare quando le temperature sono sufficientemente basse.
La maggior parte delle specie di tartarughe trascorre gran parte della giornata inattiva, e le tartarughe dai piedi rossi generalmente trascorrono oltre il 50% delle ore diurne a riposo. Possono riposare ancora più a lungo dopo un pasto abbondante, con riposi anche da cinque a dieci giorni. Un esemplare di grandi dimensioni sembra essere rimasto nella stessa posizione per oltre un mese. Le tartarughe a riposo si muovono a malapena, lasciandosi ricoprire di foglie cadute, sia per mimetizzarsi sia per tenersi al caldo. Ci son casi in cui le termiti hanno costruito interi termitai sui carapaci delle tartarughe dalle zampe rosse a riposo.

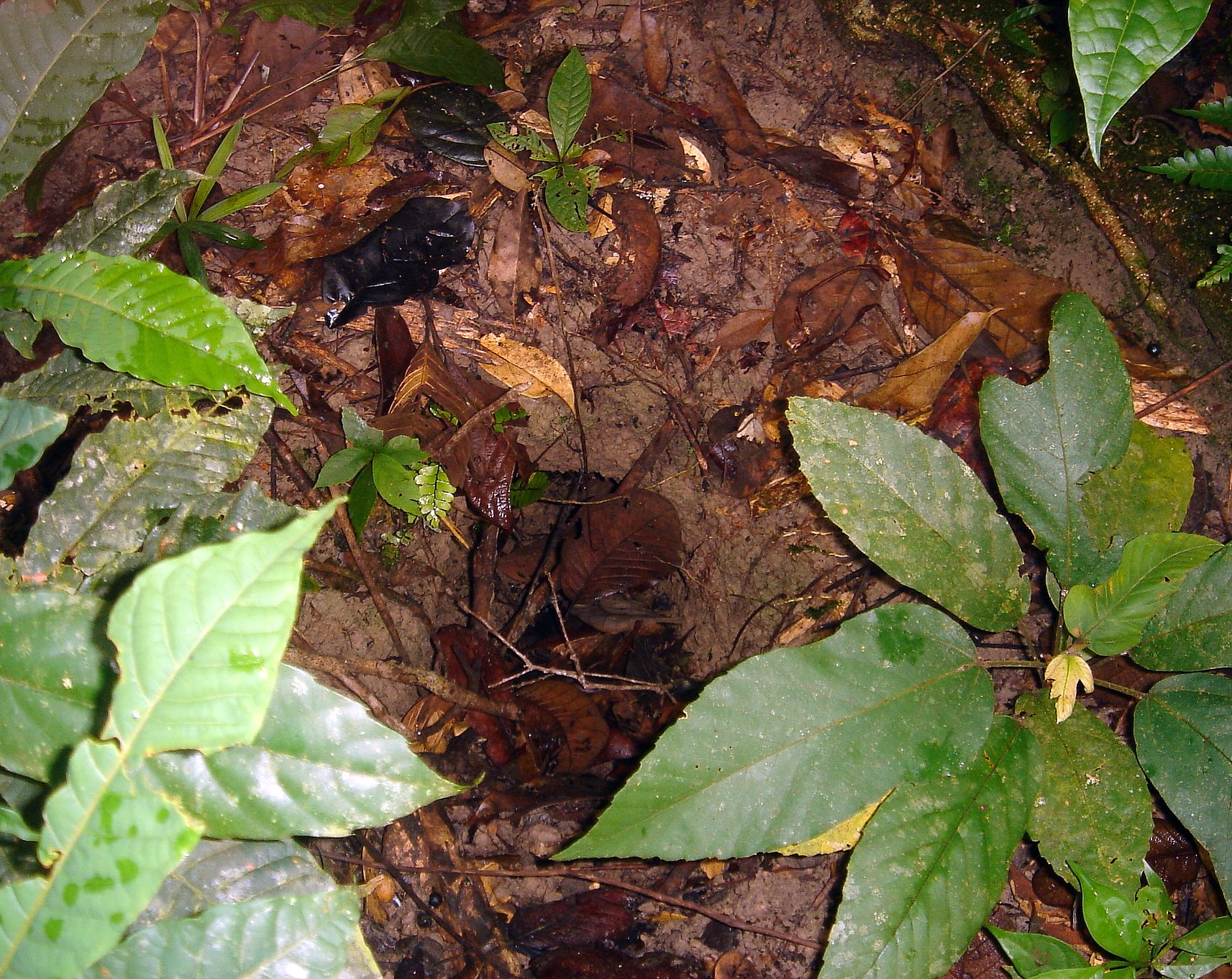
Una tana d'armadillo inutilizzata in Brasile

Quando riposano le tartarughe dalla zampe rosse cercano rifugio in luoghi che offrano termoregolazione e protezione dai predatori. Il cavo degli alberi caduti sono il luogo adatto per nascondersi, così come i cumuli di detriti, tane abbandonate (specialmente quelle degli armadilli e degli agouti), tronchi cavi, buche e coperture vegetali pesanti. Generalmente cercano di trovare luoghi di riposo aderenti e occasionalmente si "incastrano" tra le radici e i tronchi degli alberi. Talvolta le tane e le buche possono allagarsi ma questo non disturba il sonno delle tartarughe che possono riposarsi anche nell'acqua e nel fango, a patto che le narici e gli occhi rimangano sopra la superficie dell'acqua. Nella stagione più calda, premono contro le superfici più umide e più fresche nei loro rifugi. Le tartarughe mostrano preferenze personali con molti individui che cercano sempre un tipo specifico di riparo.
I rifugi sono spesso comuni e più tartarughe possono usare lo stesso spazio. Per le tartarughe un buon rifugio è estremamente importante, e data la loro scarsa vista, segnano la posizione del loro rifugio con delle tracce olfattive che loro o altre tartarughe possono seguire. Alcuni rifugi sono così utilizzati dalle tartarughe che si vengono a creare dei piccoli sentieri che conducono al rifugio, sebbene le singole tartarughe non possano tornare regolarmente in un dato rifugio.
Oltre ai rifugi comuni e alle tracce olfattive, le tartarughe dalle zampe rosse mostrano anche altri segni di comportamento semi-sociale, non essendo aggressive le une con le altre quando si nutrono, non proteggono un dato territorio da altri esemplari, e prediligono nutrirsi in gruppo soprattutto dove il cibo è abbondante. Inoltre, le tartarughe dalle zampe rosse spesso si seguono l'un l'altra, di solito una più piccola segue una più grande, e, abbastanza spesso, i maschi seguono altri maschi. Sono state anche osservate alcune tartarughe seguire apparenti tracce odorifere lasciate da un individuo uno o due giorni prima.

### Predatori
I piccoli e le giovani tartarughe sono ad alto rischio di predazione. I nidi e le uova sono spesso oggetto di predazione da parte di tegu, coati dalla coda ad anelli, e gli invasivi ratti e manguste. Molti predatori possono mangiare con facilità le giovani tartarughe, comprese grandi lucertole, serpenti, coccodrilli e persino altre grandi tartarughe; uccelli predatori come curassow, guan, ralli, cuculi e falchi; e mammiferi come gatti, opossum, volpi, pecari e cani randagi.
Oltre agli umani, i principali predatori delle tartarughe adulte sono i giaguari. Le tartarughe dalle zampe rosse e gialle sembrano essere una fonte di cibo significativa per i giaguari in alcune parti delle loro rispettive distribuzioni geografiche, come il Parco Nazionale di Manú, in Perù. I giaguari mordono il carapace finché non riescono a spezzarlo o ad aprirlo per estrarre i tessuti molli. Molte tartarughe mostrano segni di denti da attacchi a cui sono sopravvissute, spesso all'estremità posteriore quando erano altrimenti protette in una tana o in un rifugio.

### Dieta
Tracciare con precisione la dieta della tartaruga dalle zampe rosse è piuttosto difficile a causa dell'ampia varietà di alimenti di cui si nutre e della varietà e della disponibilità stagionale delle piante in tutta la sua vasta distribuzione. Interpretando ciò che i rapporti sul campo stanno cercando di descrivere, e studiando i pellet fecali, gli studiosi hanno risultati molto diversi da quelli che si osservano mangiare gli animali.
Le tartarughe che vivono nelle foreste dei generi Chelonoidis, Indotestudo, Manouria e Kinixys sono onnivore con un intestino superiore e inferiore all'incirca della stessa lunghezza, mentre i generi erbivori, come Gopherus e Testudo, hanno un intestino crasso più lungo per digerire le erbe fibrose. La maggior parte delle tartarughe onnivore non ha altre strutture digestive specializzate, riflettendo la loro dieta generalizzata e flessibile.

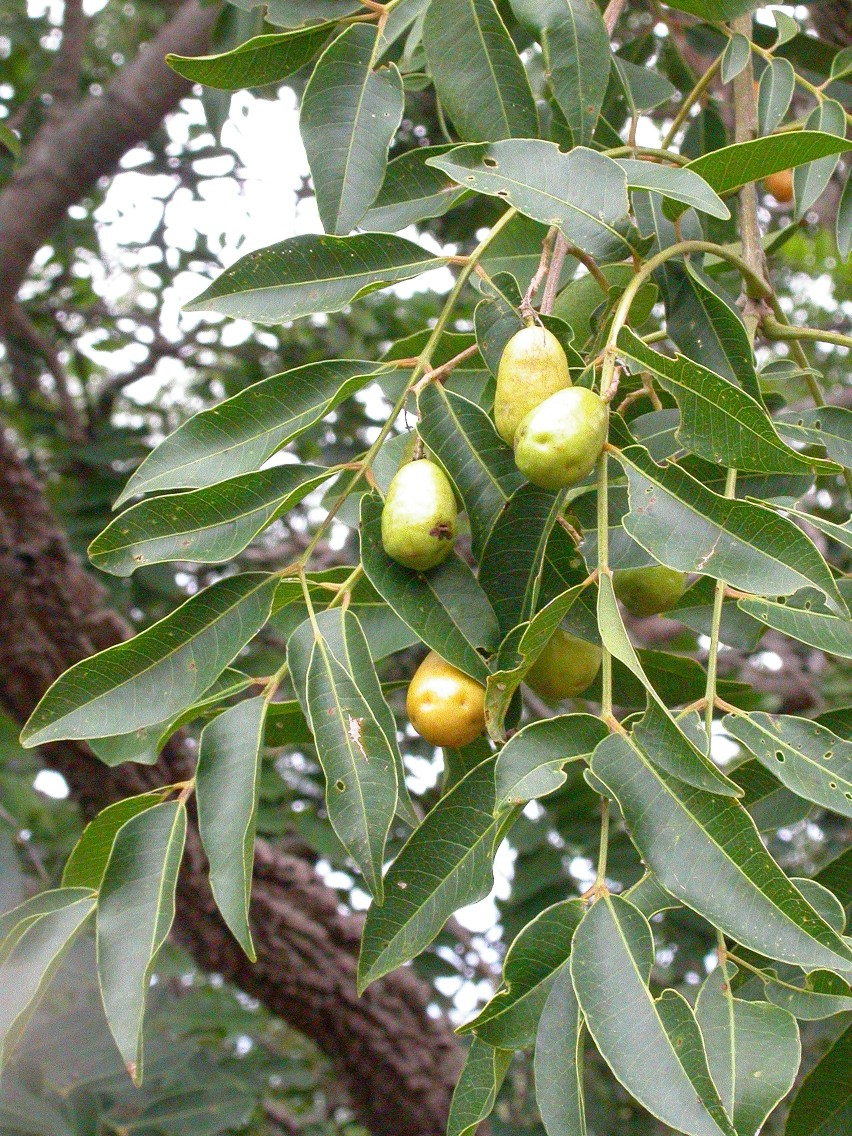
I frutti della Spondias mombin

La maggior parte della dieta di questi animali è un assortimento di frutta o baccello di semi. I frutti più comuni nella loro dieta provengono da cactus (Opuntia), fichi (Ficus), pehen (Acacia aroma), Spondias, Annona, Philodendron, bromeliacee e altri. Fino a cinque diversi tipi di frutti si trovano spesso nei pellet fecali di questi animali. L'intero frutto viene mangiato, e i semi, una volta espulsi possono germogliare, dando alle tartarughe dalle zampe rosse e gialle un ruolo significativo nella dispersione dei semi. Sono state osservate tartarughe dalle zampe rosse alla base degli alberi da frutto, apparentemente in attesa che i frutti cadessero.
Il resto della loro dieta include erbe, foglie, fiori, radici e germogli di un vasto assortimento di piante, nonché funghi, invertebrati vivi (come formiche, termiti, scarafaggi, farfalle, lumache e vermi), carogne e feci (soprattutto delle volpi). Le tartarughe si trovano spesso in gruppo attorno alle carcasse di cui si nutrono fino a quando non sono piene, e occasionalmente si nutrono anche di piccoli animali vivi come serpenti e roditori. Talvolta è possibile trovare anche ciottoli e sabbia nelle loro feci.
La dieta cambia in base alla stagione e alla disponibilità di cibo. Nella stagione delle piogge, la loro dieta consiste nel 70% di frutta, 25% di foglie e germogli freschi, e il resto di funghi, piccoli animali e carogne. Con la stagione secca, la loro dieta si compone per il 40% di frutti, per il 23% di fiori, per il 16% di foglie e germogli freschi, e per il resto di funghi, muschio, piccoli animali e carogne.
Le tartarughe onnivore cercano cibi ricchi di calcio anche se altri alimenti sono più facilmente disponibili, e mangiano persino terreno ricco di minerali se non riescono a ottenere un adeguato apporto di calcio nella loro dieta.

### Movimenti
Le tartarughe dalle zampe rosse si nutrono in aree che vanno da 0,63 a 117,5 ettari (da 1,6 a 290,3 acri), creando con i loro spostamenti un motivo a "ragnatela" centrato su un buon rifugio e una recente caduta di frutti. In genere si muovono metodicamente da 5 a 20 m/h (5,5-22 yd/h), ma possono anche sollevarsi sulle zampe e spostarsi fino a 100 m/h (109 yd/h) quando lo desiderano. Sebbene generalmente si spostino a zig-zag o ad anello, a volte si muovono per 100 metri (110 yd) o più in linea retta, spesso a passo rapido. Mostrano una spiccata preferenza per il movimento sotto una copertura vegetale medio-densa.

### Ciclo vitale
Le uova delle tartarughe dalle zampe rosse sono quasi sferiche e hanno un diametro medio di circa 5,0 centimetri per una lunghezza di 4,2 centimetri (2,0 per 1,7 pollici), ed un peso di 50 grammi (1,8 oncia); ogni covata può contenere da due a sette uova, anche se una singola femmina può deporre più covate l'una vicino all'altra. Il periodo di incubazione è di circa 105-202 giorni, di cui 150 tipici.
Quando nascono, i piccoli di tartaruga usano il dente da uovo per rompere il guscio, rimanendo nell'uovo o nel nido per diversi giorni. Nell'uovo le tartarughine hanno il carapace piegato quasi a metà, pertanto hanno bisogno di un po' di tempo affinché si raddrizzi. Il carapace dei neonati ha un diametro di 3,6 centimetri per una lunghezza di 6,3 centimetri, è piatto, leggermente piegato a causa della permanenza nell'uovo, e ha i lati seghettati. Si sa ben poco sulle attività quotidiane o sulla dieta dei cuccioli delle tartarughe selvatiche. Le tartarughe subadulte crescono rapidamente per raggiungere la taglia riproduttiva, che per questa specie è approssimativamente da 20 a 25 centimetri, a seconda della taglia media degli adulti della variante regionale.

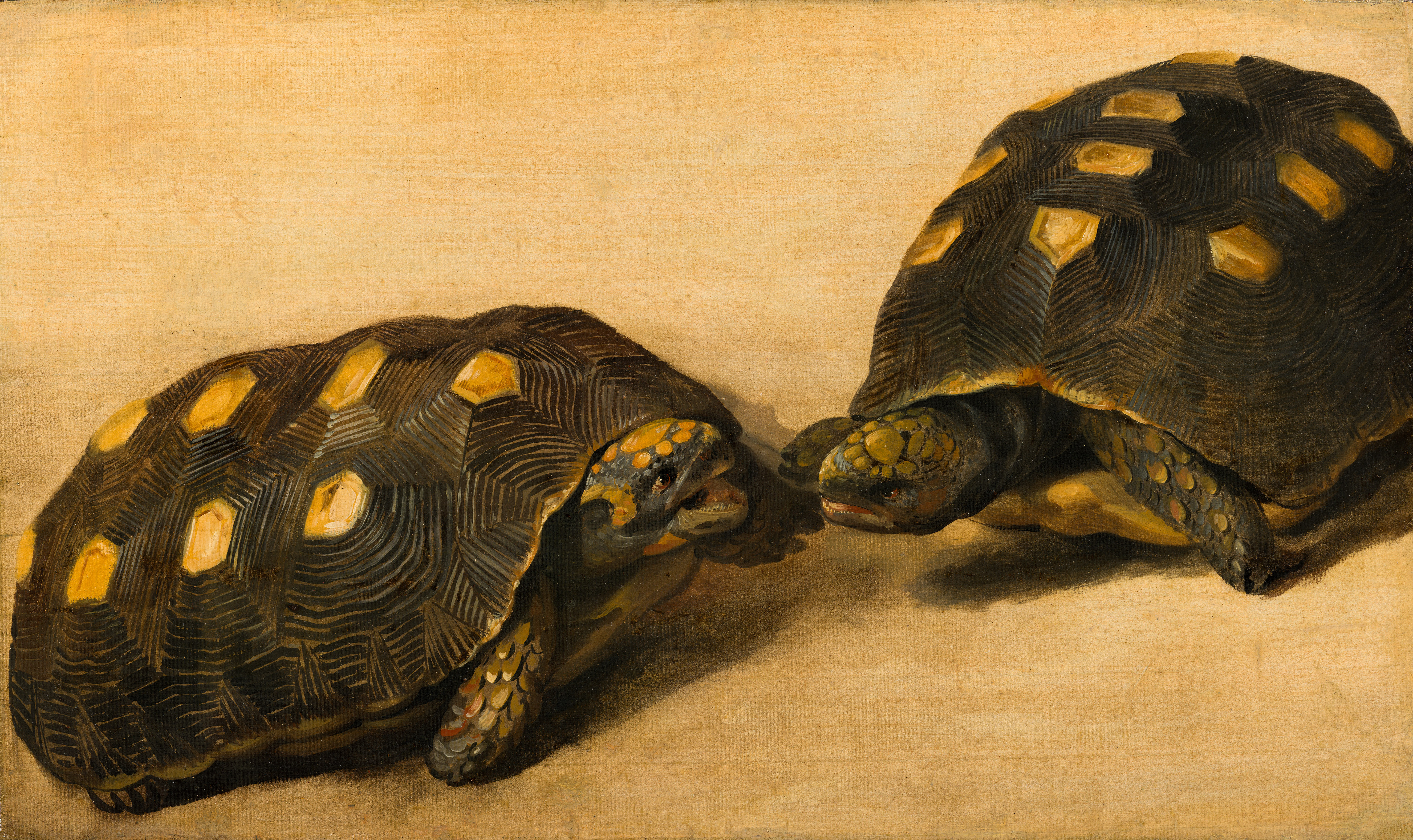
Illustrazione del combattimento tra due esemplari di tartarughe dalle zampe rosse, di Albert Eckhout

Il periodo di punta per il corteggiamento e la riproduzione di questa specie è l'inizio della stagione delle piogge in aprile e maggio, sebbene occasionali accoppiamenti possano accadere in qualsiasi momento. Durante questo periodo molti esemplari sembrano riunirsi in "luoghi di corteggiamento" sotto gli alberi da frutto, come i Genipa, attratti dai richiami e dalle scie olfattive di altre tartarughe. Quando due tartarughe si incontrano a circa un metro di distanza, eseguono alcuni comportamenti specifici per identificare l'altra. Il primo segnale riconoscitivo è il colore della testa e degli arti; i colori rosso vivo, arancione, giallo o bianco sulla pelle scura identificano l'altro animale come la specie corretta. Successivamente, l'esemplare più grande farà dei movimenti con la testa da lato a lato per 2-4 secondi. Se entrambe le tartarughe sono maschi, generalmente una delle due si ritirerà, altrimenti può scoppiare un combattimento in cui entrambe tenteranno di speronarsi a vicenda, cercando di portare i loro scudi golari sotto l'altra, per poi spingersi a vicenda il più rapidamente possibile, spesso, nel tentativo di ribaltare l'altra. Il maschio sconfitto lascerà in seguito l'area. Tuttavia, nelle popolazioni meridionali, non sono stati osservati comportamenti come il dondolio della testa o il combattimento rituale, forse per via della mancanza di tartarughe dalle zampe gialle nella zona. È stato osservato come talvolta i maschi montino altri maschi, e persino le femmine talvolta montano entrambi i sessi; si pensa che questo comportamento sia un modo per stabilire il proprio dominio sugli altri esemplari.

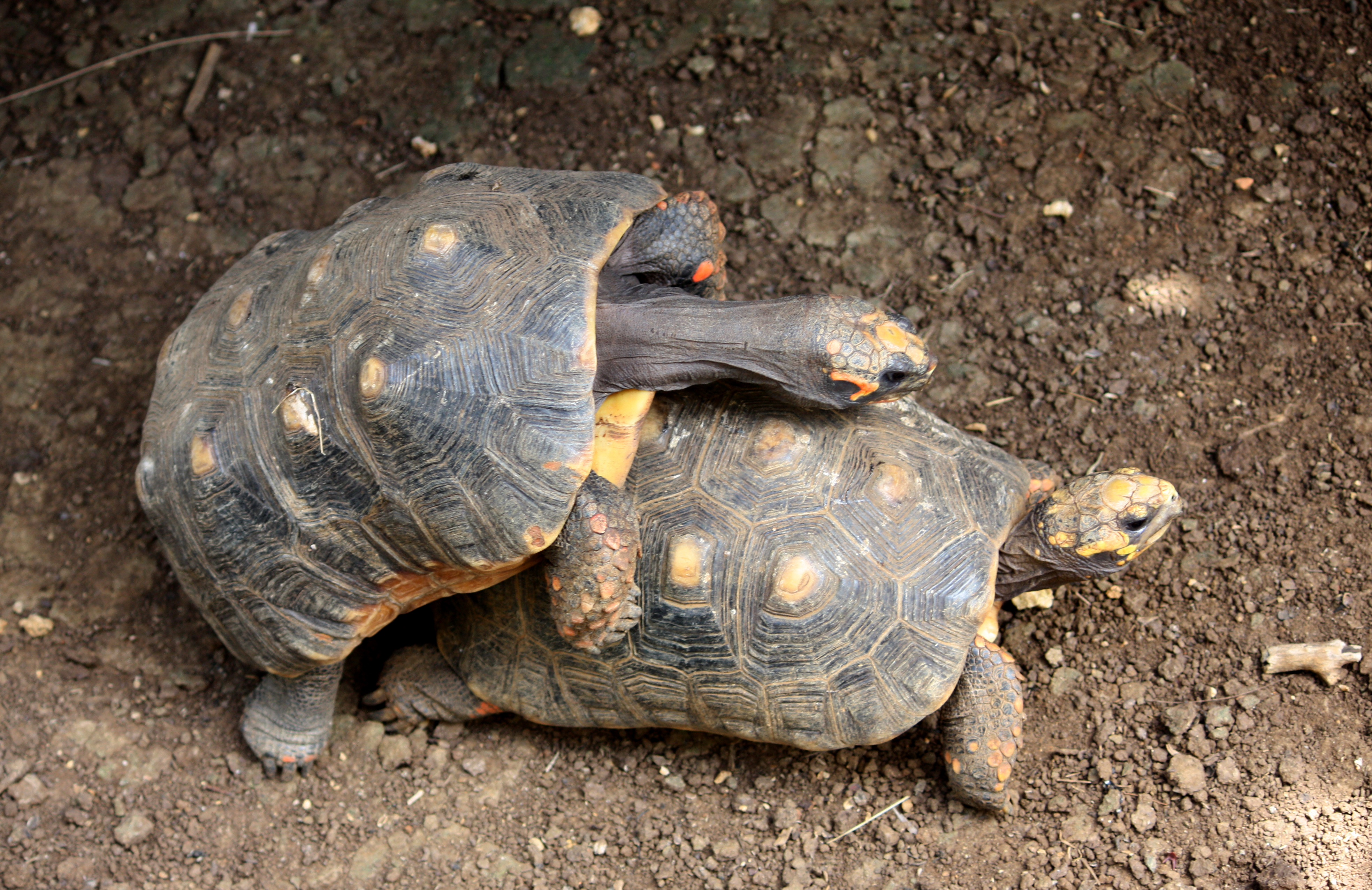
Accoppiamento, al Barbados Wildlife Reserve

Se due tartarughe del sesso opposto si incontrano durante la stagione riproduttiva, la femmina si allontanerà e il maschio la seguirà, toccandole il carapace e annusando cautamente la sua cloaca. Se la femmina si ferma, il maschio può aspettare che riprenda a muoversi o andarsene. I maschi emettono forti suoni "chioccianti" durante l'inseguimento. Dopo averla seguita, il maschio monta la femmina, con i piedi piantati sulle costole del suo carapace, sbattendo gli scudi anali contro il suo sopracaudale creando un forte "abbaio" roco. Se la femmina riprende a camminare, il maschio continuerà a seguirla. Le femmine a volte sembrano usare intenzionalmente gli arti posteriori per respingere i maschi. Una femmina ricettiva estende le zampe posteriori e solleva il piastrone mentre il maschio si pianta sulle proprie zampe posteriori estese mentre scala il guscio della femmina, allineando le loro cloache per l'inserimento. La coda, gli scudi e il pene della tartaruga sono progettati per aggirare l'ingombro del guscio. Il maschio spesso appoggia la testa sopra il guscio della femmina e tiene le fauci spalancate emettendo richiami sempre più forti. Può anche morderla, a volte in modo abbastanza aggressivo. I carapaci possono emettere rumori fragorosi durante le potenti spinte. Dopo la copulazione, la femmina si allontana, a volte buttando giù il maschio.
La femmina inizia quindi a nidificare, da cinque a sei settimane dopo l'accoppiamento. Tuttavia, scavare il proprio nido è difficile in terreni duri, pertanto le femmine possono ammorbidire il urinando, prima di usare le zampe posteriori per scavare una buca di circa 10 x 20 centimetri (3,9 x 7,9 pollici), in circa tre ore e mezza. Le femmine inesperte spesso scavano diversi nidi parziali e persino le femmine più esperte possono abbandonare un nido su cui stanno lavorando e iniziarne un altro. Quando il nido è pronto, abbassano la coda il più in profondità possibile e depositano un uovo ogni 30-120 secondi. Il nido viene poi ricoperto di terra e materiale vegetale. Le femmine più esperte impiegano di meno tempo nello scavare, coprire e camuffare i propri nidi. Dopo aver coperto e nascosto il proprio nido, la femmina, spesso, beve un lungo sorso d'acqua, per poi trovare un riparo in cui riposarsi. In rari casi, le tartarughe dalle zampe rosse depongono le uova anche in superficie o all'interno di una macchia di cactus.
Come molto altre tartarughe, le tartarughe dalle zampe rosse possono riprodursi per la maggior parte della loro vita, anche se il numero di uova deposte e il rapporto di cuccioli nati migliora man mano che la tartaruga matura, per poi cadere di nuovo con l'invecchiamento dell'animale. A causa della difficoltà nel determinare l'età di una tartaruga selvatica, esistono pochi dati sulla loro longevità, sebbene molte vivano per 30 anni o più in cattività.

## Conservazione
La tartaruga dalle zampe rosse è considerata Vulnerabile ed è elencata nell'Appendice II della Convention on International Trade of Endangered Species (CITES) e nell'allegato B del reg. CE 338/97, che limita il commercio internazionale, sebbene ciò non offra protezione all'interno di un paese, e il contrabbando di questi animali avviene ancora oggi in grandi numeri. Parchi e rifugi di conservazione, allevamenti in cattività in condizioni naturali ed un aumento dell'allevamento in cattività in altri paesi hanno aiutato a ristabilire alcune popolazioni, ma molti esemplari sono ancora esportati in gran numero (35.565 dal 2000 al 2005), principalmente come animali domestici e fonte di cibo. Le esportazioni registrate non includono il contrabbando o altre perdite, che alcuni stimano essere ben oltre il doppio di quel numero. Sono considerati particolarmente a rischio in Argentina e Colombia, e sono considerati ancora più a rischio delle tartarughe dalle zampe gialle e delle tartarughe del Chaco.
Queste tartarughe sono ampiamente usate come fonte di cibo in tutte la loro distribuzione, specialmente dove le altre carni sono limitate. La loro capacità di resistere a lungo senza mangiare li rende facili da catturare e da mantenere per lunghi periodi. La Chiesa cattolica consente di mangiare la carne di tartaruga nei giorni di digiuno quando la maggior parte delle carni è vietata, come la Quaresima. La torta di tartaruga (pastel de morrocoy, servita in un guscio di tartaruga) è uno dei cibi preferiti durante queste festività, e un gran numero di tartarughe viene esportato solo per questo scopo. Anche persone che vivono in paesi con un'abbondanza di bestiame amano la carne di selvaggina, come le tartarughe, quando possibile. Il loro impiego come cibo è così ricercato che la Colombia e alcuni altri paesi importano tartarughe dai paesi vicini.
La distruzione dell'habitat è un'altra minaccia significativa per la tartaruga dalle zampe rosse e per tante altre specie. Sono anche ampiamente catturate per essere vendute come animali domestici locali, e per i loro carapaci colorati che sono venduti come souvenir.

## In cattività

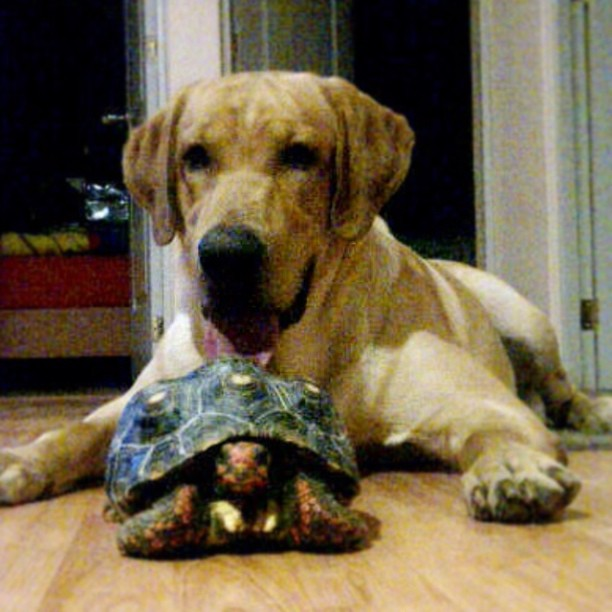
Una tartaruga dalle zampe rosse domestica, insieme ad un labrador

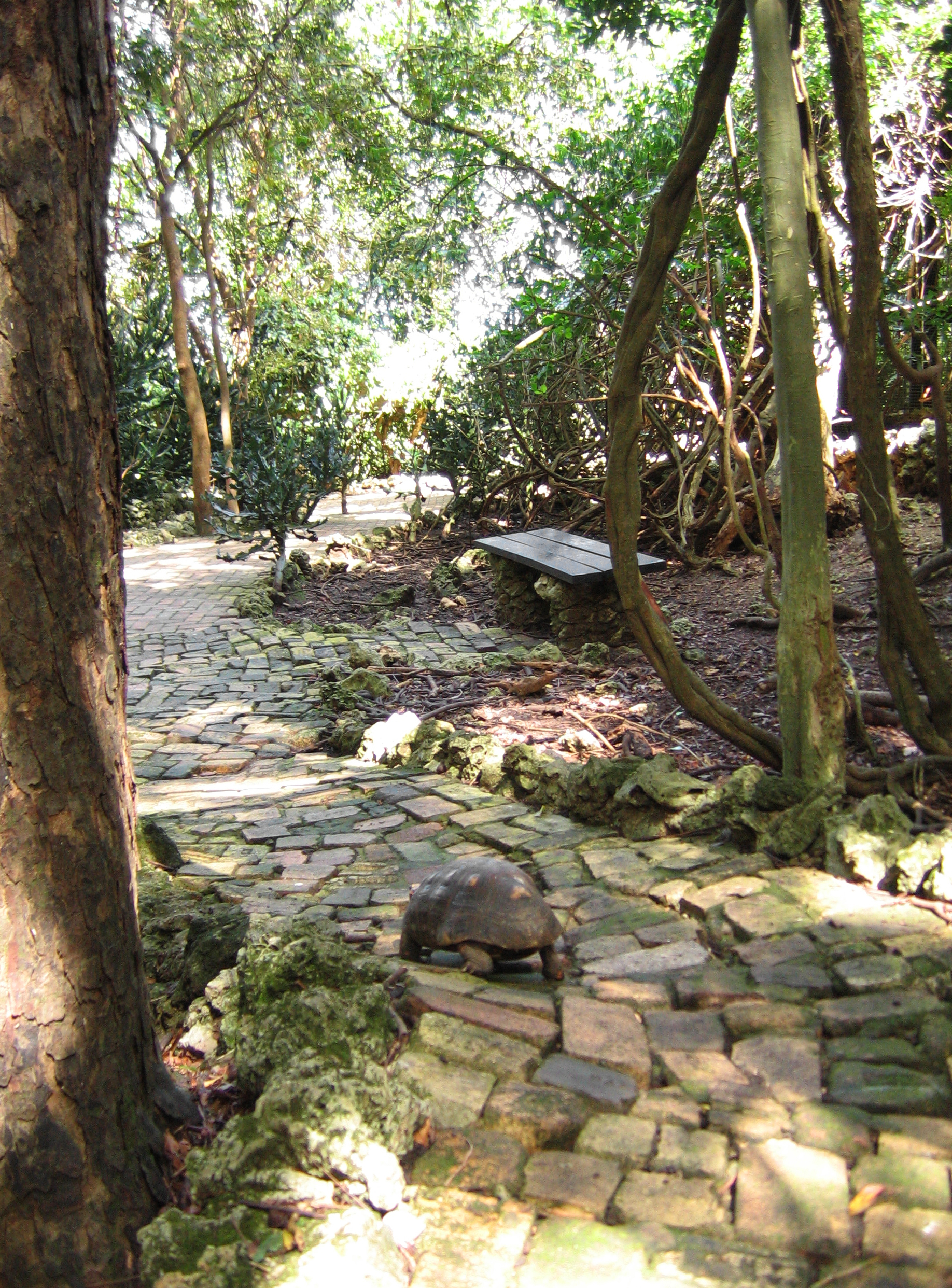
Un esemplare libero, presso il Barbados Wildlife Reserve

Nonostante siano protette nel loro areale d'origine, le tartarughe dalle zampe rosse sono tartarughe da compagnia molto popolari in tutto il mondo. Sono relativamente economiche (intorno ai 180 euro ad esemplare), di dimensioni gestibili, hanno personalità interessanti e hanno una colorazione unica che le aiuta a differenziarsi dalle altre tartarughe domestiche. Chiunque sia interessato ad acquistare una tartaruga dalle zampe rosse è bene rivolgersi ad un allevatore professionista, che abbia allevato tartarughe in cattività per più generazioni. Le tartarughe nate in cattività sono più docili di quelle selvatiche e più gestibili, inoltre non correranno il pericolo di avere parassiti interni. Ciò aiuta anche a protegge le popolazioni selvatiche dal bracconaggio. Qualsiasi rettile può trasportare batteri come la salmonella, quindi i proprietari dovrebbero praticare un'igiene adeguata, come lavarsi le mani dopo aver maneggiato gli animali o i loro escrementi. I cani, anche quelli ben addestrati, spesso attaccano o mordono per gioco le tartarughe, quindi è necessario prestare molta attenzione se i due animali vivono insieme.
Tutte le tartarughe dovrebbero essere alloggiate all'aperto quando il tempo ed il clima lo consentono. In Italia, è bene lasciare questi animali all'aperto solo quando le temperature esterne si stabilizzano e la notte non scendono sotto i 19 °C. I recinti all'aperto dovrebbero consentire spazio per muoversi liberamente, recinzioni che siano almeno 1,5 volte più alti della lunghezza della tartaruga e sicuri sia dai predatori che dalla possibile fuga degli animali. L'area deve inoltre essere rifornita di più ripari e acqua. Considerando che questi animali non brumano, e rimangono attive per tutto l'anno, è necessario creare anche degli alloggi interni adatti alle dimensioni della tartaruga, oltre ad essere sicuri e impermeabili, in quanto questa specie che predilige molta umidità. Acquari e vasche di plastica possono essere usate per le tartarughe più giovani, mentre gli esemplari più grandi o gruppi di più tartarughe avranno bisogno di una "tartarughiera" (simile a una libreria senza ripiani sdraiata sul retro), una mini serra interna, o un grande recinto interno. Un habitat interno dovrebbe essere rivestito con un substrato come pacciame di legno duro (come il cipresso), fibre di cocco, una miscele di terra e sabbia o altre combinazioni simili. Sono inoltre necessari diversi nascondigli e una vaschetta per l'acqua, abbastanza grande affinché l'animale possa entrarvici completamente per rinfrescarsi e bere. Anche l'aggiunta di piante (vere o finte) darà più nascondigli all'animale e abbelliranno il terrario.
Il calore, la luce e l'umidità devono essere mantenuti entro linee guida adeguate per mantenere le proprie tartarughe sane. Le tartarughe dalle zampe rosse sono più attive a temperature da 27 a 30 °C (da 81 a 86 °F). Si consiglia una zona più calda di 30-31 °C (da 86 a 88 °F), mentre per le temperature notturne si può scendere di alcuni gradi. In alcune parti del terrario dovranno essere presenti alti livelli di umidità. L'illuminazione dovrà essere bassa e diffusa, ed importante fornire molta ombra. Le luci che emettono lunghezze d'onda UVB sono indispensabili nei terrari al coperto per aiutare la tartaruga a metabolizzare correttamente il calcio ed aiutare a regolare la loro ghiandola pineale, specie se l'animale non dovrà rimanere al chiuso per lunghi periodi.
Le tartarughe domestiche tenute all'aperto dovrebbero essere lasciate libere di mangiare in un recinto all'aperto ben piantumato, quando possibile, a patto che il loro recinto all'aperto non contenga piante tossiche per l'animale. La loro dieta di base consiste in una varietà di piante, verdure e frutta, e occasionalmente carne, oltre a dover essere ricca di calcio e fibre e povera di zuccheri e grassi. I frutti devono essere tenuti il più intatti possibile. Anche i pellet alimentari per tartarughe domestiche possono essere dati all'animale insieme a cibi freschi. La maggior parte della dieta dovrebbe consistere in verdure a foglia verde come rapa o cavolo riccio, denti di leone, lattuga a foglia o riccia, indivia, cavoli, alberi commestibili o foglie di piante come gelso o ibisco, miscele di lattuga, prezzemolo, foglie di vite, ecc. Le verdure e la frutta possono offrire molti nutrienti, ma sono una parte minore della loro dieta in cattività. Le migliori scelte sono le foglie e i frutti di cactus, papaia, fichi, mango, funghi, zucca, melone, ananas, fragola, cetriolo, grano, mais, piselli e fagioli, carote, mela, pera, prugne e gombo. La carne costituisce una parte molto piccola della loro dieta in cattività e possono includere insetti vivi o invertebrati (soprattutto lumache), topi o ratti, pollo, uova, organi, manzo magro, tonno o altri pesci 'grassi', o il cibo per gatti o cani. Il calcio deve essere integrato frequentemente in quantità molto piccole. Altre vitamine possono essere offerte anche in quantità molto piccole, ma sono meglio fornite attraverso una dieta equilibrata e varia.
Durante il periodo riproduttivo è bene separare i maschi dalle femmine per evitare covate indesiderate. Nel periodo in cui le femmine sono prossime alla deposizione è importante fornire un osso di seppia e vitamine con calcio. Le uova vanno incubate a 29-30,5 °C, temperature maggiori provocano spesso malformazioni del carapace, e a volte causano la morte del feto all'interno dell'uovo. L'umidità all'interno dell'incubatrice non deve essere sotto l'80%.